# Pacific Island Air
Pacific Island Air — чартерная авиакомпания Фиджи.
В 2013 году Pacific Island Air была приобретена компанией GCH aviation.
Авиакомпания оказывает услугу «загадочного полёта», когда пассажир изначально не знает, на какой из островов архипелага он летит отдыхать.

## Флот
| Тип ВС                          | Эксплуатируется | Вместимость | Примечания |
| ------------------------------- | --------------- | ----------- | ---------- |
| De Havilland Canada DHC-3 Otter | 2               | 10          |            |
| Britten-Norman BN-2 Islander    | 2               | 6           |            |
| Aérospatiale AS.350 Écureuil    | 1               | 6           |            |
| Aérospatiale AS.355 Écureuil 2  | 2               | 6           |            |

## Галерея
- Самолёт de Havilland Canada DHC-3 Otter (DQ-PIA) на острове Накула (Фиджи) в 2014 году.
- Самолёт de Havilland Canada DHC-2 Beaver (DQ-GWW) пролетает над рифом Ро Ро, (острова Маманута, Фиджи) в 2014 году.
- Самолёт de Havilland Canada DHC-2 Beaver (DQ-GWW) приводнился к островам Ясава (Фиджи) в 2014 году.
- Самолёт Britten-Norman Islander (DQ-SLM) в Международном аэропорту Нади (2014).
- Вертолёт Eurocopter AS350 (DQ-HUG) вылетает из Международного аэропорта Нади (2017).
- Вертолёт Eurocopter AS355 (DQ-HFJ) вылетает из Международного аэропорта Нади (2014).
- Вертолёт Eurocopter AS355 (DQ-HFT) вылетает из Международного аэропорта Нади (2014).
- Вертолёт Robinson R44 (DQ-HFR) готовится к вылету на острове Савала (Фиджи) в 2014 году.